# Hyperechia pellitiventris
Hyperechia pellitiventris là một loài ruồi trong họ Asilidae. Hyperechia pellitiventris được Enderlein miêu tả năm 1930. Loài này phân bố ở vùng nhiệt đới châu Phi.